# Tamara Nickel
Tamara Nickel, auch Tamara Gomille (* 2. April 1971 in Northeim) ist eine deutsche Künstlerin und Grafik-Designerin.

## Leben
Nickel wuchs auf in Gieboldehausen, einer Fleckengemeinde im Landkreis Göttingen. Nach dem Abitur 1990 studierte sie zunächst Kommunikationsgestaltung an der HAWK Hildesheim. Einen ihrer Schwerpunkte legte sie auf Fotografie. Nach neun Semestern schloss sie mit dem Diplom FH ihr Studium dort ab. Ihre Abschlussarbeit umfasste eine komplette Werbekampagne für eine fiktive Beautylinie für Frauen. Ungewöhnlich war die Wahl des Erstprüfers, unter dem Illustrator und Künstler Paul König eine Werbekampagne mit Fotografie zu gestalten. Bereits vor dem Studium beschäftigte sich Tamara Nickel mit Mal- und Zeichentechniken, was sie im und nach dem Studium fortsetzte. Neben dem Studium arbeitete sie vor allem an freien Werken in der Druckwerkstatt der Hochschule bei Paul Kunofski. Während des Studiums eröffnete Tamara Nickel 1991 ihre erste Ausstellung im Heimatort Gieboldehausen und eine zweite 1993 im Schloss Gieboldehausen.
Es folgten Jahre der künstlerischen Stilfindung und -entwicklung mit weiteren Ausstellungen und Beteiligungen, zunächst in der Umgebung von Duderstadt und Göttingen und später in verschiedenen Städten Deutschlands. Arbeitsbedingt zog sie innerhalb Deutschlands mehrfach von einer Großstadt in die nächste. 2006 machte sich Nickel mit Malerei und Design zunächst in Hamburg, dann in Wedel selbstständig. 2008 lernte sie Arne Lösekann kennen und organisierte mit ihm in 2009 eine Ausstellung mit weiteren Künstlern in seiner Produzentengalerie. 2009 wurde sie Mitglied des Künstlervereins Künstlergilde Kreis Pinneberg e. V. Von 2010 bis 2012 übernahm Tamara Nickel den Vorsitz dieses alten Künstlervereins und führte ihn u. a. durch das sechzigste Jubiläumsjahr. Im November 2013 wurde sie in den Berufsverband Bildender Künstler Hamburg (BBK Hamburg) aufgenommen, in dem sie seit Juli 2015 zum Vorstand gehört, um sich für die Belange der Künstler in Hamburg einzusetzen. 2016 erhielt Nickel den Kunstpreis der Stadt Wedel im Museum der Ernst Barlach Gesellschaft Hamburg. Seit 1991 stellt Nickel regelmäßig in Einzel- und Gruppenausstellungen aus.
Sie ist seit 2000 verheiratet, hat zwei Kinder und lebt und arbeitet in Wedel, Schleswig-Holstein.

## Künstlerisches Wirken
Der Schwerpunkt von Tamara Nickels Schaffen liegt im Wesentlichen in der Erarbeitung von Collagen in Mischtechnik auf Leinwand mit Texten und Bildfragmenten aus Zeitungen und Magazinen sowie Zeichnungen.
Viele der Werke befassen sich mit Themen des Zeitgeschehens. Dinge, die tageintagaus geschehen, arbeitete sie in ihren Collagen auf. Der Fokus liegt dabei zumeist auf dem Thema Freiheit – in vielfältiger Hinsicht. Freiheit, die bedroht wird durch Einflüsse wie Krieg, Terror, Flucht und Machtwechsel. Freiheit in der Kommunikation, die überwacht, eingeschränkt und verfälscht wird. „Als Künstlerin kann ich mich auf meine Art mit diesen Themen beschäftigen. Ich kann Zeitgeschehen aus dem Gestern, Heute und Morgen dokumentieren, mit den Collagen verschiedene Themen sammeln und aufzeigen – als Mahnung oder aus Zufriedenheit.“ Die politischen Themen ergänzt sie mit alltäglichen, gesellschaftlichen Fragen und Erlebnissen aus der Arbeits- und Familienwelt und den Beziehungen zu verschiedensten Menschen und Situationen.
In den letzten Jahren entstanden einige Werke in Auftragsarbeit. Tamara Nickels Werke befinden sich im Besitz von Privatleuten und Unternehmen, seit Juni 2020 in der Artothek des Deutschen Bundestages („Es wird Zeit – Quo vadis Democratia“, 2017
Collage, Acryl-Mischtechnik, Leinwand, 110 cm × 120 cm).

## Auszeichnungen
- 2016: Kunstpreis Wedel[1]

## Ausstellungen (Auswahl)
- 2009: 4. Regionalschau der Künstler, Landdrostei Pinneberg[2]
- 2010: Horizonte, Reepschlägerhaus, Wedel
- 2011: Die Farbe Blau[3] Künstlergilde Kreis Pi., Museum Langes Tannen, Glückstädter Schloss[4]
- 2011: 8. Culturpreis Meldorf[5] Dithmarscher Landesmuseum, Meldorf
- 2013: Begegnungen – Beziehungen[6] Stadtmuseum Wedel
- 2014: POSITION, Fabrik der Künste[7][8] Hamburg
- 2016: Wedeler Kunstpreis, Ernst Barlach Museum, Wedel.
- 2016: Gesichter Kunstverein Stade[9][10]
- 2018: Gestern | Heute | Morgen – Es bleibt un(d)verändert Reepschlägerhaus[11][12] Wedel
- 2019: AbgeGrenzt | AusgeGrenzt | GrenzenLos Friedrich Naumann Stiftung für die Freiheit[13] Länderbüro Norddeutschland, Lübeck und Länderbüro Niedersachsen/Bremen
- 2020: AbgeGrenzt | AusgeGrenzt | GrenzenLos Friedrich Naumann Stiftung für die Freiheit, Länderbüro Niedersachsen/Bremen
- 2022: ZeitZeichen, Rathaus Duderstadt[14] Friedrich Naumann Stiftung für die Freiheit, Länderbüro Niedersachsen/Bremen
- 2023: ZeitZeichen, Gemeinde Ganderkesee[15] Friedrich Naumann Stiftung für die Freiheit, Länderbüro Niedersachsen/Bremen